# Can Vilanou
Can Vilanou és una masia del poble de Bigues, en el terme municipal de Bigues i Riells, a la comarca catalana del Vallès Oriental.
Està situada a llevant del Rieral de Bigues, a l'esquerra del Tenes. Queda a llevant de Can Coix, a ponent de Can Flixer i al nord-oest de Can Valls.